# Anatoli Ivanishin
Anatoli Alekseyevich Ivanishin (em russo:  Анатолий Алексеевич Иванишин) (Irkutsk, 15 de janeiro de 1969) é um ex-cosmonauta russo, com três missões realizadas. 

## Carreira
Entrou para a Escola de Aviação Militar de Chemigov em 1987 e graduou-se como piloto com uma medalha de ouro em 1991. Em 2003, formou-se em Economia, Estatística e Teoria da Informação pela Universidade Estatal de Moscou. A partir de sua formatura como piloto militar em 1991, Ivanishin serviu em unidades de combate na Rússia, na região de Voronezh, pilotando caças Mig-29. Tem um total de 509 horas de voo e realizou com sucesso 180 saltos de pára-quedas.
Depois de servir em 2010 como comandante-reserva da Soyuz TMA-20, foi ao espaço pela primeira vez em 14 de novembro de 2011, integrando a tripulação da nave Soyuz TMA-22, para uma missão de longa permanência na Estação Espacial Internacional, onde atuou como engenheiro de voo das Expedições 29 e 30., retornando à Terra em 27 de abril de 2012.
Sua segunda missão iniciou-se em 7 de julho de 2016, como comandante da Soyuz MS-01, lançada de Baikonur para a ISS, onde permaneceu por cerca de quatro meses integrando duas expedições de longa duração em órbita ao lado dos demais tripulantes. Retornou em 30 de outubro, completando sua segunda missão espacial.